# Ferrere
Ferrere ist eine italienische Gemeinde in der Provinz Asti (AT), Region Piemont.

## Lage und Einwohner
Ferrere liegt 23 km westlich von der Provinzhauptstadt Asti entfernt. Das Gemeindegebiet umfasst eine Fläche von 13 km² und hat 1481 Einwohner (Stand 31. Dezember 2023). 
Die Nachbargemeinden sind Cantarana, Cisterna d’Asti, Montà, San Damiano d’Asti und Valfenera.

## Geschichte
Ferrere, mit dem Namen Ferraria, wird zum ersten Mal im Jahr 1034 unter den Besitztümern der Grafen von Pombia erwähnt. Im Jahr 1100 wurde es vom Bischof von Asti der Adelsfamilie Garretti zugeteilt, die dort eine erste Burg errichtete, die dann teilweise zerstört und weiter oben wieder aufgebaut wurde und den Namen Castelvecchio erhielt.
Wie andere nahe gelegene Gemeinden erlitt Ferrere die spanische Herrschaft und die französische Invasion. Im Jahr 1630 wurde die Stadt von einer verheerenden Überschwemmung heimgesucht und die Bevölkerung wurde durch eine Pestepidemie dezimiert, die ganz Norditalien heimsuchte. Aufgrund dieser Katastrophen zogen viele Einwohner in die umliegenden Hügel und ließen sich dort dauerhaft nieder, wodurch neue Dörfer entstanden, die noch heute existieren.
Zwischen 1780 und 1785 ließen die Garrettis eine große Villa in Form einer Burg, jedoch ohne Befestigungsanlagen, errichten, die Castelrosso genannt wurde. Die Grafen waren Herren von Ferrere, bis sie 1851 ihre Besitztümer an die Gromis von Trana abtraten, die sie 1910 wiederum an Emanuele Montalcini verkauften.

## Partnergemeinden
- La Francia, seit 1998
- Predazzo, seit 2005

## Kulinarische Spezialitäten
In Ferrere werden Reben der Sorte Barbera für den Barbera d’Asti, einen Rotwein mit DOCG Status angebaut.

## Einzelnachweis
1. ↑  Bilancio demografico e popolazione residente per sesso al 31 dicembre 2023. ISTAT. (Bevölkerungsstatistiken des Istituto Nazionale di Statistica, Stand 31. Dezember 2023).